# Mansão de São Conrado
Mansão Fadel Fadel, mais conhecida como Mansão de São Conrado, foi um imóvel, Patrimônio do Clube de Regatas do Flamengo, localizado na Rua Jayme Silvado, no bairro de São Conrado, no Rio de Janeiro, que serviu de concentração para o time de futebol do Flamengo, da década de 1960 até os anos 1990. A mansão leva esse nome em homenagem a Fadel Fadel, presidente do clube e comprador do imóvel.
Durante a década de 1960, a Seleção Brasileira, de Pelé e cia, chegou a usar o local, em algumas oportunidades, para concentração antes de jogos importantes.

## História
Patrimônio do Flamengo, a mansão foi inaugurada na década de 1960.
Após algumas reformas, na década de 1980, o local possuía dez quartos, jardim arborizado com bancos espalhados, sala de cinema, refeitório, e uma mesa de sinuca que animava os jogadores. Não à toa, chegou a ser usada pela Seleção Brasileira.
Apesar de a concentração na casa evitar gastos com as altas diárias do hotel, na década de 1990 o time passou a se concentrar em um luxuoso hotel na Barra da Tijuca, ou por vezes no Fla-Barra. A questão é que o principal problema do local era a distribuição dos quartos. Na época de 1980, eram quatro, cinco atletas em cada dependência. Na década de 1990, os jogadores passaram a ficar em quartos sozinhos ou, no máximo, em dupla. Por conta disso, a casa acabou abandonada, mas serviu durante muito tempo como garantia do clube por conta de execuções fiscais oriundas de não recolhimento de INSS. Mas mesmo assim, ainda na década de 1980 o clube já falava em vender o imóvel.
Em 2007, durante três meses, foram realizadas reformas no imóvel, cedido para um evento de arquitetura organizada pelo rede de lojas Casa Cor. Depois disso, foi novamente esquecida pelos mandatários do clube. Em 2012, dois moradores da Rocinha, favela próxima ao imóvel, pularam o muro e tentaram se abrigar no local, sendo expulsos imediatamente. Em 2016, uma reportagem do GloboEsporte.com mostrou que a mansão estava abandonada e em estado deplorável.
Quando Eduardo Bandeira de Mello assumiu a presidência do clube, uma de suas promessas de campanha foi a de vender o imóvel e investir o dinheiro no Centro de Treinamento George Helal.
Com isso, o clube passou a receber algumas propostas pelo imóvel, e uma delas para funcionar como casa de festas infantis. No entanto, por conta de irregularidades fiscais, a venda não foi permitida. Após obter a Certidão Negativa de Débitos (CND), um edital de convocação assinado pelo presidente Eduardo Bandeira de Mello, em julho de 2015, levou ao conhecimento dos sócios do Flamengo a intenção de alienação do imóvel. "Nossa ideia é efetivamente nos desfazer do imóvel, porque não está nos planos do Flamengo. Está lá se deteriorando. Hoje não tem mais sentido ficar com ele. O que adianta mantê-lo? Não tem concentração, não é na Gávea nem em Vargem Grande. É afastado de tudo. Toda a parte administrativa do futebol está em Vargem Grande, no Centro de Treinamento George Helal, e o resto do clube está na Gávea. Tem gastos de IPTU, segurança e tudo mais. Então, não tem sentido manter aquele imóvel. Para evitar qualquer contestação na hora de uma possível apresentação de proposta ao Conselho Deliberativo, abrimos para os sócios. Processo transparente, mas que não dê espaço para contestação", Wallim Vasconcellos, vice-presidente de patrimônio do Flamengo, em 2015.
Em julho de 2016, o Fundo Imobiliário Personale, proprietário de dois terrenos vizinhos ao local, comprou o imóvel por R$ 7 milhões, após o Conselho Fiscal do Clube emitir um parecer favorável à negociação, de forma unânime. "A casa encontrava-se fechada e abandonada há vários anos, gerando só despesas para o clube. Nesse sentido, conseguimos tirar proveito do interesse do grupo que já é proprietário do terreno vizinho, potencializando de sobremaneira o valor da transação", comemorou, à época, Alexandre Wrobel, vice de patrimônio do Flamengo. No local será construída a Maternidade Star, pertencente a Rede D'Or.